# 4-й армейский корпус (вермахт)
4-й армейский корпус (нем. IV. Armeekorps), сформирован 26 августа 1939 года (штаб корпуса был создан весной 1935 года).
В начале февраля 1943 года уничтожен в Сталинградском котле, официально расформирован 3 марта 1943 года.
Вновь создан 20 июля 1943 года из корпусной группы «Мит», вновь уничтожен в августе 1944 года в Молдавии, из его остатков был сформирован 4-й танковый корпус.

## Боевой путь корпуса

### Первое формирование
В сентябре-октябре 1939 года — участие в Польской кампании.
В мае-июне 1940 года — участие в захвате Нидерландов, Бельгии, Франции.
С 22 июня 1941 года — участие в германо-советской войне, в составе 17-й армии группы армий «Юг». Бои на Украине.
На основании показаний пленных и захваченных в бою документов было установлено, что против нашего корпуса действуют 4-й армейский корпус, а также части 44-го и 49-го армейских корпусов. Непосредственно перед фронтом нашей дивизии наступали 262, 24, 295, 71 и 296-я пехотные дивизии, усиленные боевой техникой и поддержанные значительной группой авиации. Свои главные усилия противник по-прежнему сосредоточивал на основном операционном направлении Рава-Русская – Львов.
В 1942 году — бои на Сталинградском направлении, затем в Сталинградском котле.
В феврале 1943 года — уничтожен в Сталинграде.

### Второе формирование
В 1943 году — отступление на южной Украине (Миус, Днепр).
В августе 1944 года — уничтожен в ходе советского наступления (Яссо-Кишинёвская операция).

## Состав корпуса

### Первое формирование
В сентябре 1939:
- 4-я пехотная дивизия
- 46-я пехотная дивизия

В июне 1941:
- 4-я пехотная дивизия
- 33-я пехотная дивизия
- 94-я пехотная дивизия

23 сентября 1941:
- Группа фон Шведлера:
  - 140-й (моторизованный) артиллерийский дивизион
  - 144-й (моторизованный) артиллерийский дивизион
  - 245-й дивизион штурмовых орудий (только 1 батарея)
  - 849-й артиллерийский дивизион
    - Штабная секция
    - моторизованный взвод связи
    - моторизованная топографическая секция
    - 3 (моторизованные) батареи (4 100-мм орудия на каждую)
    - 1 лёгкая (моторизованная) колонна снабжения боеприпасами (20 тонная)

  - 2/65-й (моторизованный) артиллерийский полк
    - Штабная секция
    - моторизованный взвод связи
    - (моторизованная) топографическая секция
    - 3 (моторизованные) батареи (4 150-мм гаубицы sFH 18 на каждую)
    - 1 (моторизованная) батарея (4 100-мм пушки)
    - 1 лёгкая колонна снабжения боеприпасами (39 тонная)

  - 23-й наблюдательный батальон
    - 1 (моторизованный) взвод связи
    - 1 (моторизованный) взвод метеорологов
    - 1 (моторизованная) рота флэш-зондирования
    - 1 (моторизованная) рота звуковой разведки
    - 1 (моторизованная) геодезическая рота

  - 94-й строительный батальон
  - 1.(H)/41 разведывательный штаб
  - Приданы:
    - 1-й командир строительных войск
    - 144-й строительный батальон
    - 107-я группа Имперской службы труда
    - 87-й отряд Организации Тодта (присутствует половина отряда)

  - Итальянская 9-я пехотная дивизия «Пасубио»:
    - 1/,2/,3/79-й пехотный полк «Рома», каждый батальон включал:
      - 3 пехотные роты (12 ручных пулемёта и 6 миномётов)
      - 1 пулемётная рота (8 станковых пулемётов)
      - Батарея пехотных орудий (4 65-мм 17 гаубиц)
      - 5-й миномётный батальон (3 отделения) (6-81-мм миномётов на отделение)
      - 9-я противотанковая рота (47 мм/32 орудия)

    - 1/,2/,3/80-й пехотный полк «Рома»: то же, что и 79-й полк
      - 9-й миномётный батальон (3 батареи) (6 81-мм миномётов на батарею)
      - 141-я противотанковая рота (32 47 мм орудия)

    - 8-й артиллерийский полк «Пасубио»
      - 1-й дивизион (3 батареи по 4 100-мм/17 Mod 1914 гаубицы)
      - 2-й дивизион (3 батареи по 4 75-мм/27 Mod 1911 полевые орудия)
      - 3-й дивизион (3 батареи по 4 75-мм/27 Mod 1911 полевых орудия)

    - Разведывательная группа
      - 1 рота лёгких танков (12 лёгких танков)
      - 1 велосипедная рота (12 ручных пулемёта и 4 станковых пулемёта)
      - 1 (моторизованный) противотанковый взвод (2 47-мм/32 орудия)
      - 1 отделение зенитной артиллерии (2 20-мм пушки)

    - 85-я зенитная батарея (6 20-мм пушек Mod 35)
    - 309-я зенитная батарея (8 20-мм Mod 35)
    - 9-я рота связи
    - 30-я пионерская рота
    - 95-я прожекторная секция
    - 5-я медицинская секция
    - 25-е хирургическое отделение
    - 825-й, 826-й, 836-й, 874-й полевые госпиталя
    - 11-я секция снабжения
    - 26-я полевая пекарня
    - 9-й дорожно-восстановительный отряд
    - 8-й дорожно-транспортный отряд
    - 91-я топливная секция
    - 9-й автомобильный взвод
    - 25-я и 26-я моторизованные секции карабинеров
    - 83-я полевая почта

  - 76-я пехотная дивизия:
    - Дивизионный штаб (2 пулемёта)
    - 176-й (моторизованный) картографический отряд
    - 176-й мотоциклетный посыльный взвод
    - 178-й пехотный полк
      - 1 взвод конной разведки
      - 1 саперный взвод (3 ручных пулемёта)
      - 1 взвод связи
      - 1 полковой оркестр
      - 3 пехотных батальона, каждый в составе:
        - 3 роты (12 ручных пулемёта и 3 50-мм миномёта на каждую)
        - 1 пулемётная рота (12 пулемётов и 6 80-мм миномётов)
        - 1 рота пехотных орудий (2 150-мм ПТУР и 6 75-мм пехотных орудий)
        - 1 (моторизованный) противотанковый взвод (12 37-мм PAK 36 и 4 пулемёта)

    - 203-й пехотный полк: то же, что и 178-й пехотный полк
    - 230-й пехотный полк: то же, что и 178-й пехотный полк
    - 176-й противотанковый дивизион
      - 1 (моторизованный) взвод связи
      - 3 (моторизованные) противотанковые батареи (12 37-мм PAK 36 и 5 ручных пулемётов на каждую)

    - 176-й разведывательный батальон:
      - 1 (tmot) взвод связи
      - 1 конная разведывательная рота (2 станковых пулемёта и 9 ручных пулемётов)
      - 1 мотоциклетная рота (3 50-мм миномёта, 2 станковых пулемёта и 9 ручных пулемётов)
      - 1 тяжёлая разведывательная рота
        - 1 противотанковый взвод (3 37-мм пушки PAK 36 и 1 ручной пулемёт)
        - 1 взвод бронеавтомобилей (2 ручных пулемёта)
        - 1 секция пехотных орудий (2 75-мм пехотных орудий)

    - 176-й артиллерийский полк
      - 1 взвод связи
      - 1 (моторизованный) метеорологический отряд
      - 1-й, 2-й и 3-й дивизионы, каждый в составе:
        - 1 топографический отряд
        - 1 взвод связи
        - 3 батареи (4 105-мм орудия и 2 ручных пулемёта на каждую)

      - 4-й дивизион,
        - 1 топографический отряд
        - 1 взвод связи
        - 3 батареи (4 150-мм гаубицы и 2 ручных пулемёта на каждую)

    - 176-й батальон связи:
      - 1 (tmot) телефонная рота
      - 1 (моторизованная) радиорота
      - 1 (моторизованная) колонна обеспечения световых сигналов

    - 176-й (tmot) пионерный батальон
      - 1 батальонный оркестр
      - 1 (моторизованная) пионерская рота (9 ручных пулемётов)
      - 2 пионерные роты (9 ручных пулемётов на каждую)
      - 1 (моторизованная) мостовая колонна Т
      - 1 (моторизованная) лёгкая пионерская колонна снабжения

    - 176-й отряд снабжения
      - 1/,2/,3/176-я (моторизованная) лёгкие колонны снабжения
      - 4/,5/,6/176-я лёгкие колонны снабжения
      - 7/176-я (моторизованная) лёгкая топливная колонна
      - 176-я (моторизованная) рота технического обслуживания
      - 176-я рота снабжения

    - 176-я (моторизованная) полевая пекарня
    - 176-я (моторизованная) мясная рота
    - 176-я дивизионная администрация
    - 1/176-я медицинская рота
    - 2/176-я (моторизованная) медицинская рота
    - 176-й (моторизованный) полевой госпиталь
    - 1/,2/176-я (моторизованная) санитарная рота
    - 176-я ветеринарная рота
    - 176-я (моторизованная) военная полиция
    - 176-я (моторизованная) полевая почта

  - 295-я пехотная дивизия:
    - 1/,2/,3/516-й пехотный полк
    - 1/,2/,3/517-й пехотный полк
    - 1/,2/,3/518-й пехотный полк
    - 1/,2/,3/295-й артиллерийский полк, каждый дивизион имел:
      - 3 батареи (по 4 105-мм орудия)

    - 4/295-й артиллерийский полк
      - 3 батареи (4 150-мм орудия sFH на каждую)

    - 295-й противотанковый дивизион
    - 295-й разведывательный батальон
    - 295-й батальон связи
    - 295-й пионерный батальон
    - Подразделения поддержки 295-й дивизии

  - 97-я лёгкая пехотная дивизия:
    - 97-й (моторизованный) картографический отряд
    - 97-й взвод мотоциклистов-посыльных
    - Дивизионный оркестр
    - 204-й пехотный полк:
      - 1 взвод связи
      - 1 велосипедная рота (без тяжёлого вооружения)
      - 3 батальона, каждый из которых имеет:
        - 3 пехотные роты (12 ручных пулемёта и 3 50-мм миномёта на каждую)
        - 1 рота поддержки (8 станковых пулемётов, 6 80-мм миномётов и 2 75-мм пехотных орудий)
        - 1 (велосипедный) пионерский взвод (1 ручной пулемёт)
        - 1 (моторизованная) противотанковая батарея (3 50-мм ПАК 38, 9 37-мм PAK 36 и 4 ручных пулемёта)

    - 207-й пехотный полк: то же, что и 204-й пехотный полк
    - 97-й разведывательный батальон:
      - 1 (моторизованный) взвод связи
      - 2 эскадрона велосипедов (3 50-мм миномёта, 2 станковых пулемёта и 9 ручных пулемётов)
      - 1 (моторизованная) противотанковая секция (3 37-мм пушки PAK 36 и 1 ручной пулемёт)

    - 97-й противотанковый дивизион:
      - 1 (моторизованный) взвод связи
      - 1 (моторизованная) противотанковая батарея (12 37-мм PAK 36 и 4 пулемёта)
      - 1 (моторизованная) противотанковая батарея (8 37-мм PAK 36, 4 28-мм ПТР PzBu41 и 4 ручных пулемёта)

    - 81-й артиллерийский полк:
      - 1 взвод связи
      - 1 (моторизованный) взвод метеорологов
      - 1-й и 2-й дивизионы, каждый в составе:
        - 1 взвод связи
        - 1 топографический отряд
        - 2 батареи (4 75-мм пехотных орудия и 2 ручных пулемёта на каждую)

      - 3-й дивизион:
        - 1 взвод связи
        - 1 топографический отряд
        - 3 батареи (4 75-мм орудия lFK и 2 пулемёта на каждую)

      - 4-й дивизион:
        - 1 (моторизованный) взвод связи
        - 1 (моторизованная) топографический отряд
        - 3 (моторизованные) батареи (4 150-мм орудия sFH и 2 пулемёта на каждую)

    - 97-й фельдъегерский батальон
      - 3 роты (без тяжёлого вооружения)

    - 97-й пионерный батальон
    - 1 Велосипедная пионерская рота (9 ручных пулемётов)
    - 2 Пионерские роты (9 ручных пулемётов на каждую)
      - 1 Пионерская колонна
      - 1 (моторизованная) мостовая колонна Б
      - 1 (моторизованная) пионерская колонна

    - 97-й батальон связи
    - 1 (моторизованная) телефонная рота
    - 1 (моторизованная) радиорота
    - 1 (моторизованная) колонна связи
    - 97-я дивизионная служба снабжения
      - 1-6/97-я (моторизованная) лёгкие колонны
      - 8-9/97-я лёгкие колонны
      - 7/97-я (моторизованная) лёгкая топливная колонна
      - 97-й взвод технического обслуживания
      - 97-я рота снабжения

    - 97-я дивизионная администрация
    - 97-я (моторизованная) полевая пекарня
    - 97-я (моторизованная) мясная рота
    - 1/,2/97-я (tmot) горно-медицинские роты
    - 97-й полевой госпиталь
    - 97-я (моторизованная) санитарная рота
    - 97-я ветеринарная рота
    - 97-й (моторизованный) взвод военной полиции
    - 97-я (моторизованная) полевая почта

  - 68-я пехотная дивизия:
    - 168-й (моторизованный) картографический отряд
    - 168-й (моторизованный) взвод мотоциклистов-посыльных
    - 169-й пехотный полк:
      - 1 взвод связи
      - 3 батальона, каждый из которых имеет:
        - 3 стрелковые роты (12 ручных пулемёта, 3 50-мм миномёта, и 3 ПТР PzBu39 на каждую)
        - 1 тяжёлая рота (12 станковых пулемёта, 2 ПТР PzBu39, и 6 80-мм миномётов)
        - 1 (моторизованная) противотанковая батарея (12 37-мм пушек PAK 36 и 4 ручных пулемёта)
        - 1 рота пехотных орудий (2 150-мм орудия SIG и 6 75-мм пехотных орудий)
        - 1 саперный взвод (3 ручных пулемёта)

      - 1 кавалерийский разведывательный взвод
      - 1 лёгкая пехотная колонна снабжения

    - 188-й пехотный полк: то же, что и 169-й пехотный полк
    - 196-й пехотный полк: то же, что и 169-й пехотный полк
    - 168-й (моторизованный) противотанковый дивизион
      - 1 (моторизованный) взвод связи
      - 3 (моторизованные) противотанковые батареи (12 37-мм PAK 36 & 6 ручных пулемётов каждая)

    - 168-й разведывательный батальон
      - 1 (моторизованный) взвод связи
      - 1 кавалерийский эскадрон (2 станковых пулемёта и 9 ручных пулемётов)
      - 1 велосипедный эскадрон (3 50-мм миномёта, 2 станковых пулемёта и 9 ручных пулемётов)
      - 1 (моторизованный) разведывательный эскадрон
      - 1 секция пехотных орудий (2 75-мм пехотных орудий)
      - 1 секция бронеавтомобилей (2 бронеавтомобиля)
      - 1 противотанковый взвод (3 37-мм PAK 36 и 1 ручной пулемёт)

    - 168-й артиллерийский полк
      - 1-й, 2-й и 3-й дивизионы, каждый в составе:
        - 3 батареи (4 105-мм орудия LeFH и 2 пулемёта на каждую)

      - 4-й дивизион
        - 3 батареи (4 150-мм орудия SFH и 2 пулемёта на каждую)

    - 168-й батальон связи
      - 1 (моторизованная) радиорота
      - 1 (моторизованная) телефонная рота
      - 1 (моторизованная) колонна снабжения связи

    - 168-й пионерный батальон
      - 2 пионерские роты (9 ручных пулемётов на каждую)
      - 1 (моторизованная) пионерская рота (9 ручных пулемётов)
      - 1 (моторизованный) мостовой поезд
      - 1 (моторизованная) колонна инженерного снабжения

    - 168-й отряд снабжения
      - 1-3/168-я (моторизованная) лёгкие колонны
      - 4-6/168-я лёгкая колонна
      - 8-10/168-я лёгкая колонна
      - 7/168-я (моторизованная) лёгкая топливная колонна
      - 168-й взвод технического обслуживания
      - 168-я рота снабжения

    - 168-я дивизионная администрация
    - 168-я (моторизованная) полевая пекарня
    - 168-й (моторизованный) мясной отряд
    - 1/,2/168-я медицинские роты
    - 168-й (моторизованный) полевой госпиталь
    - 1/,2/168-я санитарные роты
    - 168-я ветеринарная рота
    - 168-я (моторизованная) военная полиция
    - 168-я (моторизованная) полевая почта[2]

В январе 1942:
- 9-я пехотная дивизия
- 76-я пехотная дивизия
- 94-я пехотная дивизия

В ноябре 1942:
- 297-я пехотная дивизия
- 371-я пехотная дивизия
- 20-я румынская пехотная дивизия

### Второе формирование
В августе 1943:
- 304-я пехотная дивизия
- 335-я пехотная дивизия
- 3-я горнопехотная дивизия

На 21 августа 1944 года:
- 370-я пехотная дивизия
- 79-я пехотная дивизия
- 376-я пехотная дивизия
- 11-я румынская пехотная дивизия

## Командиры корпуса
- С 26 августа 1939 — генерал пехоты Виктор фон Шведлер
- С 1 ноября 1942 — генерал инженерных войск Эрвин Йенеке
- С 17 января 1943 — генерал артиллерии Макс Пфеффер

Второе формирование
- С 20 июля 1943 — генерал пехоты Фридрих Мит (убит 2 сентября 1944)